# Enrique XIII Prinz Reuss
Enrique XIII Prinz Reuss (en alemán: Heinrich XIII. Prinz Reuß /ˈhaɪnʁɪç deːɐ̯ ˈdʁaɪ̯ˌt͡seːntə pʁɪnt͡s ʁɔɪ̯s/; Büdingen, 4 de diciembre de 1951) es un aristócrata, empresario y activista de ultraderecha alemán, arrestado por la policía federal de su país acusado de liderar el intento de golpe de Estado en Alemania de 2022. El número ordinal en el nombre es el resultado de la tradición familiar de dar a todos los miembros masculinos de la Casa de Reuss el apodo de Heinrich y comenzar la cuenta con I cada siglo. En el círculo de familiares y amigos también se lo llama Enrico.

## Biografía
Nació en Büdingen el 4 de diciembre de 1951, hijo del príncipe Enrique I de Reuss-Köstritz (1910-1982) y la duquesa Woizlawa Feodora de Mecklemburgo (1918-2019).
La Casa de Reuss, de la que Prinz Reuss desciende, data del siglo XII e históricamente administró las regiones de Gera y Greiz. El activista, sin embargo, se distanció de su familia alrededor de 2009.
Prinz Reuss trabajó como promotor inmobiliario, operando una empresa llamada Buero Prinz Reuss en Fráncfort del Meno; también produjo vino espumante. En 2017 apoyó la inhumación de los restos de varios de sus antepasados, entre los que destaca Enrique II de Reuss-Gera, en su ubicación original, cuyos sarcófagos habían sido trasladados varias veces desde el incendio de la iglesia donde estaban sepultados en 1780.

### Activismo político
Enrique Prinz Reuss se hizo conocido en Alemania por sus ideas cercanas a la extrema derecha nacionalista. En una cumbre de negocios digitales en 2019, pronunció un discurso con elementos propios de las teorías conspirativas y antisemitas en el cual culpaba a los Rothschild y a los masones por las guerras del siglo XX. También sostuvo que el gobierno alemán moderno y la Unión Europea son más distantes e inaccesibles que los príncipes feudales y afirmó que Alemania era un estado vasallo desde la Segunda Guerra Mundial.
En lo que respecta a la economía, Prinz Reuss ha manifestado su preferencia en favor de regímenes fiscales más bajos, y elogió la tasa del 10 por ciento pagada por los vasallos del antiguo Principado de Reuss, diciendo que permitía a los habitantes llevar una "vida feliz" porque era un sistema impositivo: "sencillo y transparente".
En agosto de 2022, Enrique Prinz Reuss estuvo presente en una fiesta celebrada en honor a un político alemán simpatizante del Movimiento Ciudadanos del Reich y fue acusado de agredir a un periodista. En referencia a estos hechos, Enrique XIV Prinz Reuss, considerado el actual  jefe de la familia Reuss, lo calificó como: "un hombre confundido que vende teorías de conspiración".

### Participación en el golpe de Estado alemán de 2022

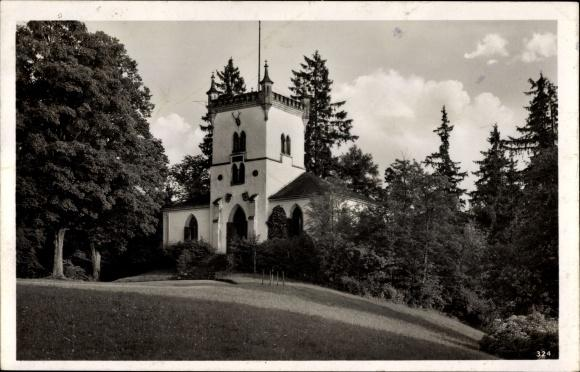
El pabellón de caza Jagdschloss Waidmannsheil en Turingia, propiedad de Reuss, donde supuestamente se celebraron reuniones sobre el golpe y se almacenaron armas.

El 7 de diciembre de 2022, Prinz Reuss fue arrestado en su casa de Frankfurt durante una amplia serie de redadas de la policía alemana contra presuntos conspiradores de extrema derecha involucrados en un intento de golpe de Estado. Según la policía, los conspiradores del golpe, que incluían a la exmiembro del Bundestag Birgit Malsack-Winkemann, eran defensores del movimiento Reichsbürger que esperaban instalar a Prinz Reuss, de 71 años, como jefe de Estado. Supuestamente, la propiedad de Prinz Reuss en Turingia fue el sitio de almacenamiento de armas y reuniones relacionadas con la conspiración.
Algunas fuentes informaron que Prinz Reuss tuvo contactos con el Gobierno ruso a través de su embajada en Berlín, presumiblemente en busca de ayuda en el golpe. Un portavoz de la embajada rusa en Berlín desmintió estos informes y el Secretario de Prensa del Kremlin, Dmitri Peskov, emitió una declaración negando la participación del gobierno ruso en el fallido golpe de Estado.